# 뚜두뚜두 (DDU-DU DDU-DU)
〈뚜두뚜두 (DDU-DU DDU-DU)〉는 블랙핑크의 2018년 6월 15일에 발매된 첫 미니앨범 SQUARE UP의 타이틀곡이다. DDU-DU DDU-DU (싱글)에서 일본곡을 들을 수 있다.

## 뮤직 비디오
블랙핑크의 전작 붐바야와 마지막처럼의 뮤직비디오를 맡았던 서현승 감독이 감독했다. 2018년 6월 15일 네이버 TV와 유튜브에서 공개되었다. 2021년 2월 23일에 유튜브 15억뷰를 돌파하였다.

## 같이 보기
- 코리아 K-Pop 핫 100 1위 목록